# Сиратори, Куракити
Сиратори Куракити (白鳥 庫吉, 1 марта 1865 — 30 марта 1942) — японский историк, доктор словесности, профессор Токийского императорского университета (сейчас — Токийский университет). Стоял у истоков зарождения японской востоковедческой и исторической науки в её современном понимании. Занимал пост генерального директора библиотеки Тоё бунко, крупнейшей востоковедческой библиотеки Японии. Сиратори Куракити приходился дядей японскому политику и дипломату Сиратори Тосио.

## Биография
Родился в деревне Нагатани, уезд Нагара провинции Кадзуса (г. Мобара, совр. префектура Тиба), Япония. Учился в средней школе Тиба, высшей школе в Токио. Обучался на кафедре истории Токийского университета и окончил его в 1886 году. В студенческие годы учился у немецкого историка Людвига Рисса. Окончив университет, Сиратори стал преподавать историю студентам университета Гакусюин (1886—1921 гг.). В 1900 году, получил степень доктора словесности. Сиратори занимал пост профессора исторического отделения Токийского императорского университета (1904—1925 гг.), преподавал историю будущему императору Сёва в специальном Институте наследного принца (1914—1920). 
В 1907 году, при поддержке Гото Симпэя, бывшего губернатора Тайваня и тогдашнего главы ЮМЖД, Сиратори провёл экспедицию в недавно вошедшую в состав Японской империи Маньчжурию и учредил исследовательское общество «Кабинет историко-географических исследований» (яп. 満鉄調査部 Мантэцу тё:сабу). Сиратори и его коллеги и ученики Цуда Сокити, Инаба Ивакити и другие, занимались анализом письменных источников и исследовали историческую географию Маньчжурии. На основе материалов экспедиции в 1913 г. под редакцией Сиратори был издан труд «Историческая география Маньчжурии» (Мансю: рэкиси тири, 満州歴史地理). 
В 1919 году Сиратори Куракити стал членом императорской Академии наук. Дважды посещал страны Европы, где занимался занимался сбором материалов и публикацией исследований (в 1901—1903 гг., в 1922—1923 гг.). Сиратори внёс значимый вклад в создание научной библиотеки Тоё бунко, дополнив её коллекцию изданиями, приобретёнными в Европе.

## Исследования
Сиратори Куракити отличался широким кругом научных интересов. В его Полное собрание сочинений (в 10 т.) входят труды совершенно различной тематики: тома I-II посвящены исследованию японской древности, том III — истории Кореи, IV-V тома — исследованию древних кочевых народов Китая, VI-VII тома — исследованию Западного края (совр. Синьцзян), VIII том является собранием эссе Сиратори по истории Азии, в X том включены его очерки и статьи по различным другим темам (например, очерк по истории Венгрии, отзывы на исследования коллег, путевые заметки и размышления о политике).
Сиратори в разное время занимался историко-географическими, филологическими исследованиями, изучал языки, фольклор, мифы и верования народов Азии.

### Древняя история Японии
Согласно положениям теории Сиратори Куракити, государство Яматай располагалось на территории современного региона Кинки. Позже, происхождение государства Яматай стало поводом для жарких дискуссий между историческими школами Токийского и Киотского университетов.

### Происхождение сюнну и народов группы дунху
На основе сравнительного анализа лексики из языков сюнну и народов группы дунху, которая дошла до наших дней по китайским письменным источникам, Сиратори Куракити попытался определить их связи с современными тюркскими, монгольскими, тунгусо-маньчжурскими народами. В 1902 году в российском журнале «Извҍстiя Императорской Академiи Наукъ» была издана его статья на немецком языке «Über die Sprache der Hiungnu und der Tunghu-Stämme», в которой он изложил аргументы на тему происхождения древних кочевых народов Севера Китая. Тогда Сиратори полагал, что сюнну были тюркоязычны, а дунху и их потомки говорили на языке с доминирующей долей монгольской лексики и некоторым тунгусо-маньчжурским влиянием.
Однако, сравнительно-исторический анализ проведённый Сиратори, не удовлетворил его окончательно. Под влиянием критического отзыва венгерского учёного Берната Мункачи, Сиратори решил пересмотреть и дополнить проведённый анализ. В результате, он пришёл к выводу, что язык сюнну всё-таки в основе был монгольским. Сиратори предположил, что сюнну и народы группы дунху являются двумя ветвями одной семьи, и, представляют собой предков современных монголоязычных народов. Согласно его представлениям, эти две ветви отличались друг от друга силой испытанного тунгусо-маньчжурского влияния: менее подвержены ему были сюнну, тоба и жуань-жуань, более сильное влияние испытали дунху и их потомки: сяньби, ухуань, шивэй, кумоси, кидани. Западным и российским исследователям доводы Сиратори в пользу монголизма сюнну известны в первую очередь по статье «Sur l’origine des Hiong-nu», вышедшей во французском журнале «Journal Asiatique» в 1923 году.

## Награды
- 18 декабря 1912 — японский национальный орден Священного сокровища[1]
- 15 августа 1940 — Медаль «В честь 2600 летия Японской империи»[2]